# Pibeharer
Pibeharer eller pikaer (Ochotonidae) er en familie af pattedyr. De er karakteristiske ved at have korte ører. Dyrene i familien vejer mellem 10 og 300 g. Der er omkring 26 arter i familien, alle nulevende tilhører slægten Ochotona.

## Arter
- Ochotona alpina
- Ochotona cansus
  - Ochotona cansus cansus
- Ochotona collaris
- Ochotona curzoniae
- Ochotona dauurica
- Ochotona erythrotis
- Ochotona forresti
- Ochotona gaoligongensis
- Ochotona gloveri
- Ochotona himalayana
- Ochotona hyperborea
  - Ochotona hyperborea hyperborea
  - Ochotona hyperborea yesoensis
- Ochotona iliensis
- Ochotona kamensis
- Ochotona koslowi
- Ochotona ladacensis
- Ochotona macrotis
- Ochotona muliensis
- Ochotona nubrica
- Ochotona pallasi
- Ochotona princeps
- Ochotona pusilla
- Ochotona roylei
- Ochotona rufescens
  - Ochotona rufescens rufescens
  - Ochotona rufescens vizier
- Ochotona rutila
- Ochotona thibetana
- Ochotona thomasi